# Автомагістраль А62 (Франція)
Автомагістраль A62 — це французька автомагістраль, яка є частиною Autoroute de Deux Mers (Автомагістраль двох морів). Весь маршрут утворює цілісність європейського маршруту Е 72, яка є частиною міжєвропейської системи доріг. Маршрут A62/E72 проходить між містами Бордо та Тулуза. E72 раніше називався E76 у 1975 році.
Дорога є західною частиною Autoroute de Deux Mers, що з'єднує Тулузу (як продовження A61) з Бордо з перетином з A630. Дорога є платною протягом більшої частини свого шляху (безкоштовна між Бордо та Ла-Бред).
A62/E72 має 2x2 смуги між Бордо та Монтобаном і було розширено до 2x3 смуг між Монтобаном і Тулузою, де також перевозить рух з півночі на південь від A20.